# Felsőszemeréd
Felsőszemeréd (szlovákul Horné Semerovce) község Szlovákiában, a Nyitrai kerület Lévai járásában.

## Fekvése
Ipolyságtól 8 km-re északnyugatra, a Selmec jobb partján fekszik.

## Élővilága
Felsőszemeréden két gólyafészket tartanak nyilván, 2013-ban nincs adat költésről, 2014-ben a fészket elfoglalták. Valamikor 2019 környékén az áthelyezett vagy második fészekben 1 fiókát, 2023-ban 3, 2024-ben 1 fiókát számoltak meg.

## Története

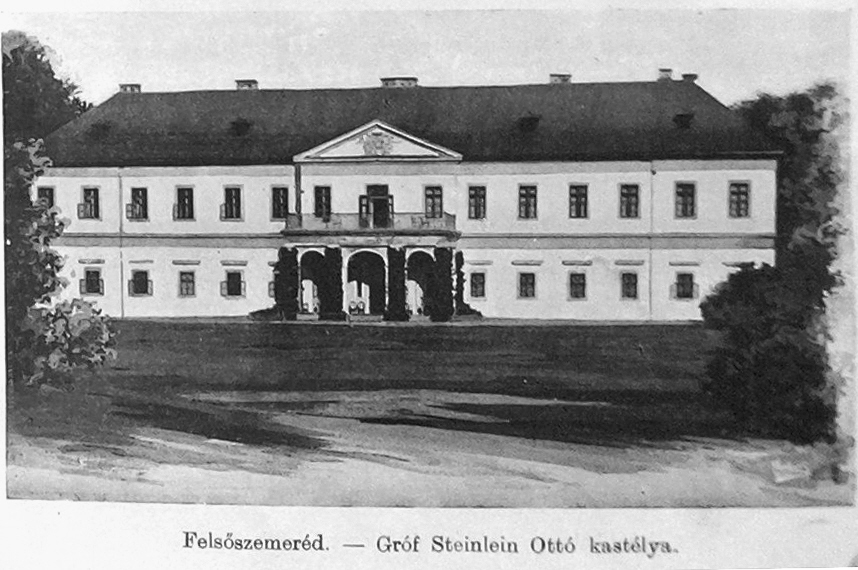
Gróf Stainlein Ottó kastélya 1906

1268-ban IV. Béla oklevelében "Zemered" néven említik először. Neve a régi magyar Zemere személynévből származik. 1324-ben "Scemered", 1351-ben "Eghazaszemered", 1403-ban "Felseuzemered", 1511-ben "Zemered Superior" néven szerepel az írott forrásokban. 1332-ben a pápai tizedjegyzék szerint papja 6 garast adózott, ez alapján a jelentősebb települések közé tartozott. A 13. század végén, mint az ipolyviski vár tartozéka a gróf Cseszneky család birtoka. A 14. században a Kacsics nemzetségbeli Kónyi család birtoka volt. A 18. században a báró Hellenbach családé, a 19. században a Földváry és Ivánka családoké. A 18. századra a falu elnéptelenedett. 1715-ben 11, 1720-ban 7 háztartása létezett. 1770-ben 10 jobbágy és 8 zsellércsalád élt a faluban. 1828-ban 50 házában 302 lakos élt. 1850-ben 359-en lakták. Jelentősebb birtokosai a Hellenbach, Wilczek, Ivánka és Stainlein-Saalenstein családok voltak.
Vályi András szerint "Alsó, Felső Szemeréd. Két Magyar falu Hont Várm. Alsónak földes Ura Gr. Koháry Uraság, amannak pedig több Urak; Felső az Alsónak filiája; lakosaik katolikusok, fekszenek Honthoz 2 mértföldnyire, a’ Selmetzi víz mellett; határbéli földgyeik jól termők, külömbféle vagyonnyaikat jó áron eladhattyák."
Fényes Elek szerint "Szemeréd (Felső), magyar falu, Honth vmegyében. Igen kies környéken 1/4 mértföld a szalatnyai savanyú vizhez: 337 kath., 72 evang. lak. Határja hasonló az Alsó-Szemerédihez. F. u. Steinlein, Ivánka, sat. Ut. p. Ipoly-Ságh."
A trianoni békeszerződésig Hont vármegye Ipolysági járásához tartozott.

## Népessége
| Év:            | 1994. | 2004.   | 2014.   | 2024.   |
| -------------- | ----- | ------- | ------- | ------- |
| Emberek száma: | 638   | 625     | 612     | 640     |
| Eltérés:       |       | -2,03 % | -2,08 % | +4,57 % |

| Év:            | 2023. | 2024.   |
| -------------- | ----- | ------- |
| Emberek száma: | 633   | 640     |
| Eltérés:       |       | +1,10 % |

1880-ban 615 lakosából 421 magyar és 130 szlovák anyanyelvű volt.
1890-ben 612 lakosából 507 magyar és 91 szlovák anyanyelvű volt.
1900-ban 696 lakosából 608 magyar és 70 szlovák anyanyelvű volt.
1910-ben 690 lakosából 630 magyar, 48 szlovák, 10 német és 2 egyéb anyanyelvű volt.
1921-ben 851 lakosából 513 magyar és 281 csehszlovák volt.
1930-ban 661 lakosából 506 magyar és 132 csehszlovák volt.
1941-ben 643 lakosából 596 magyar és 45 szlovák volt.
1991-ben 685 lakosából 449 magyar és 230 szlovák volt.
2001-ben 633 lakosából 344 magyar és 278 szlovák volt.
2011-ben 610 lakosából 314 szlovák és 276 magyar.
2021-ben 641 lakosából 245 (+24) magyar, 327 (+13) szlovák, 1 (+1) cigány, 6 egyéb és 62 ismeretlen nemzetiségű volt.

## Neves személyek
- Itt született 1818-ban Ivánka Imre történész, emlékíró, katona, a kiegyezés politikusa, több országos egyesület alapító tagja (Magyar Vöröskereszt, Országos Honvédegylet).[7] Emléktábláját 2004-ben leplezték le.
- Itt született 1817-ben Ivánka Zsigmond politikus, híres szónok, gazdasági szakíró.
- Itt született 1854-ben Ivánka László politikus, huszárfőhadnagy.
- Itt volt nevelő Hamaliar Márton evangélikus egyházi író.
- Itt nyugszik Wilczek Frigyes országgyűlési képviselő, Nyitra, majd Hont vármegye főispánja, földbirtokos.

## Nevezetességei

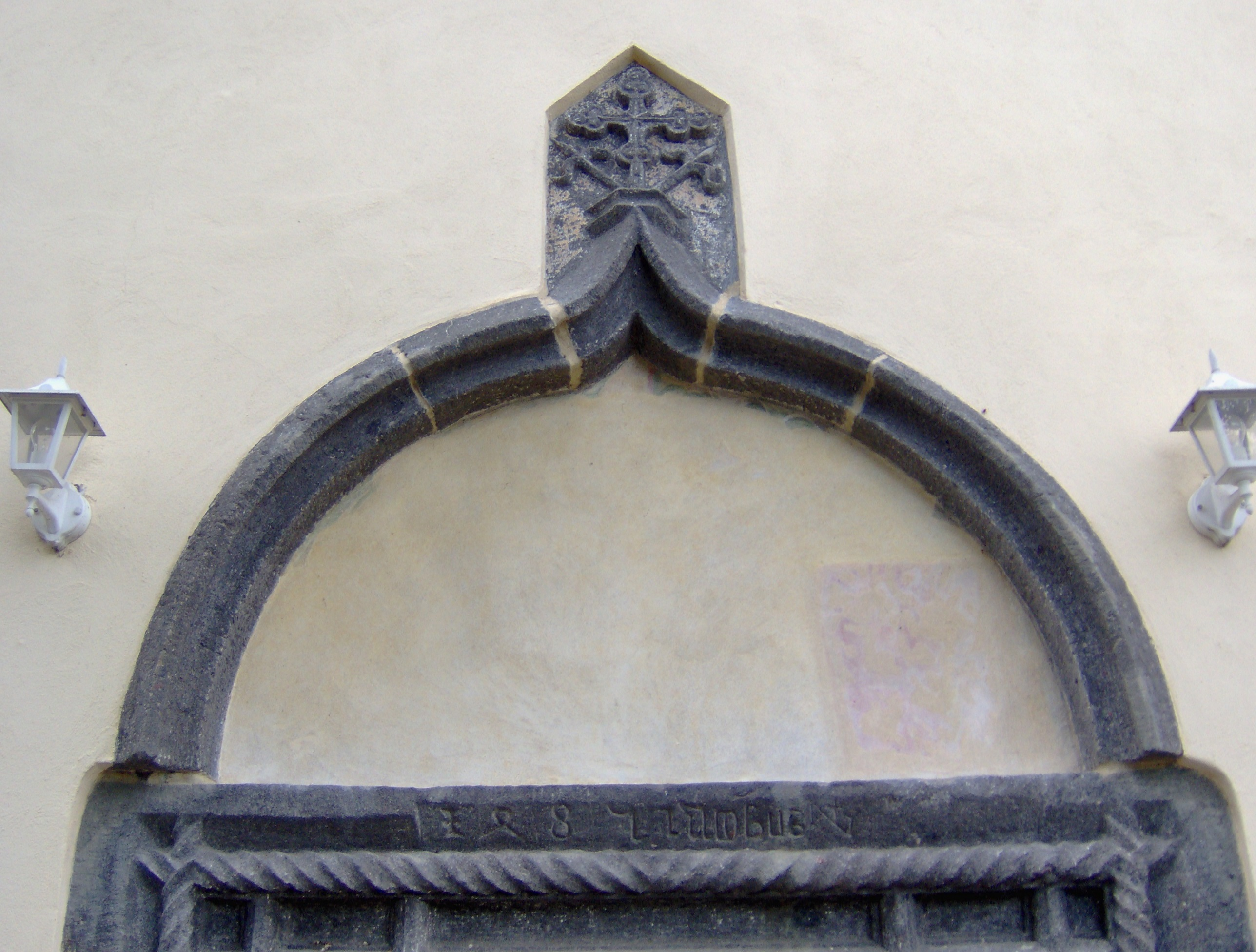
A templom kapuzata rovásírásos felirattal
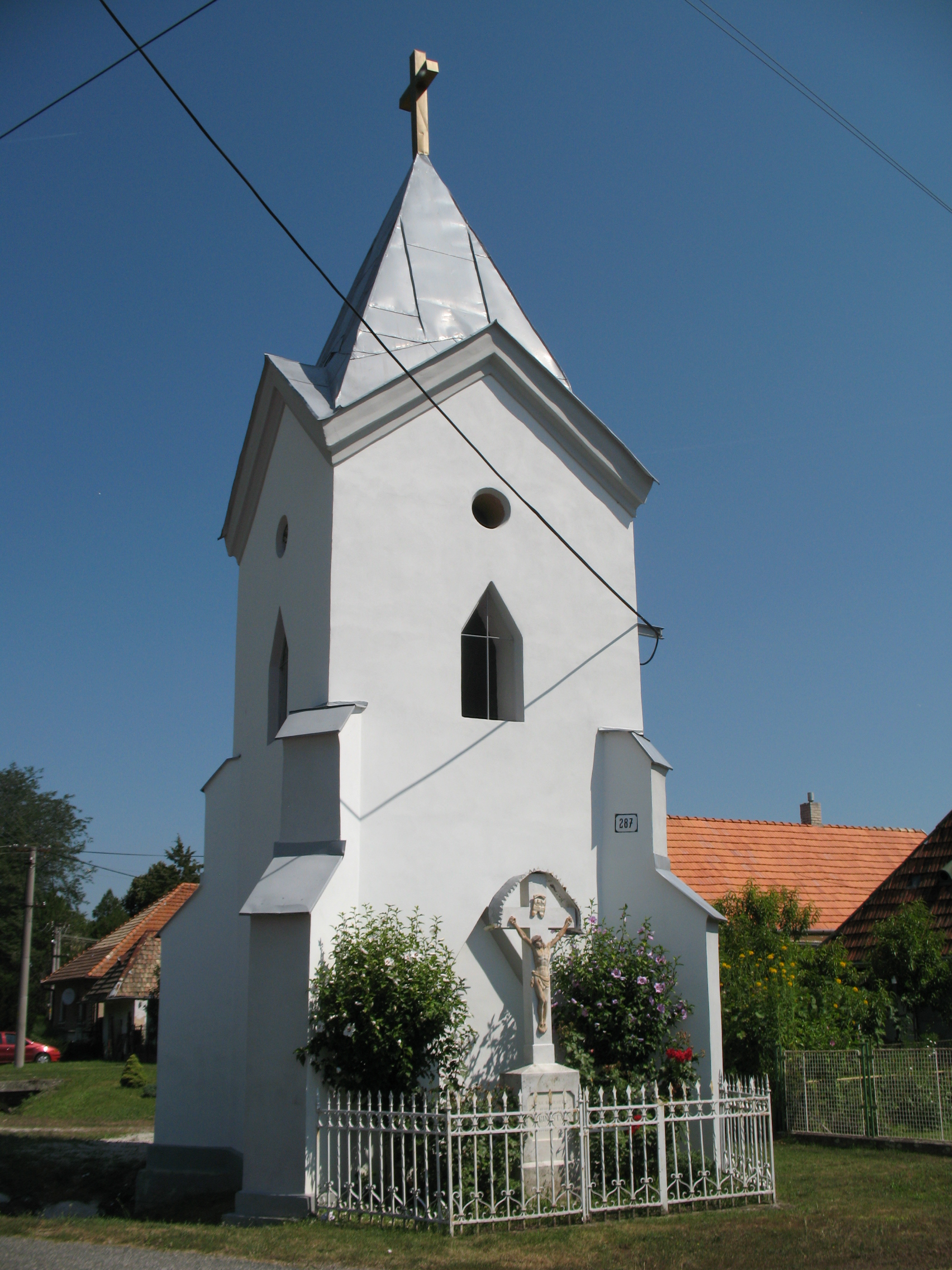
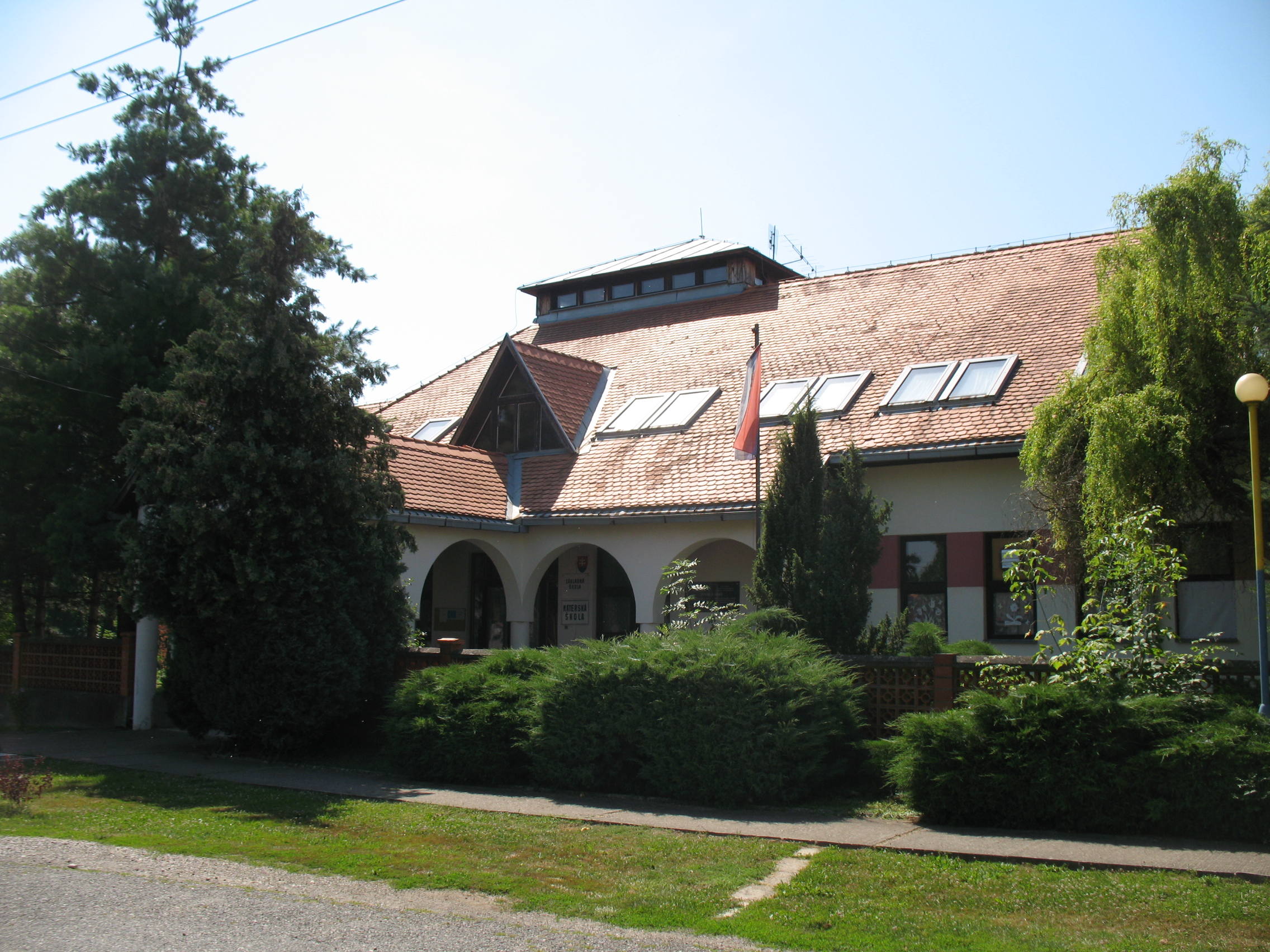
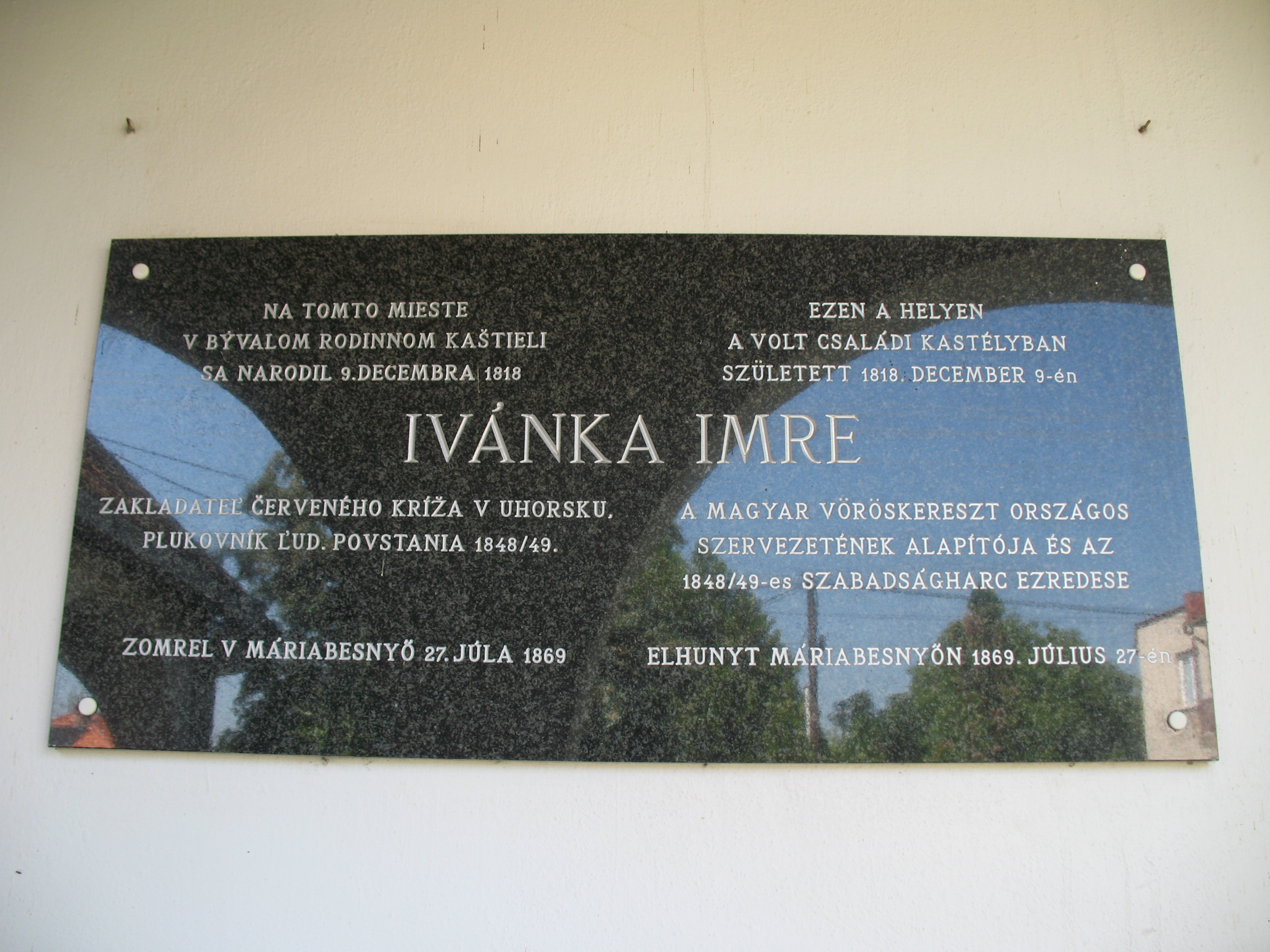
Ivánka Imre emléktáblája

Római katolikus temploma – kapuzatának felirata alapján – 1482-ben épült gótikus stílusban, mellette magyar rovásírás olvasható, mely az évszámot és papjának nevét tartalmazza.
- A Wilczek-kastély 1763-ban épült barokk stílusban, a 19. században klasszicista stílusban alakították át. Eredetileg a Hellenbach családé volt, akik élénk társadalmi életet éltek. Több neves személyiség, köztük Széchenyi István és Erkel Ferenc is megfordult falai között.
- A falu határában található az egykori nagybirtok 150 m hosszú pincéje, melyet a 18. században még Hellenbach János építtetett. Egy ideig a bor tárolása mellett gabonatárolásra is használták.
- A falu közepén álló kőharangláb a 18. század elején épült.
- A falu közepén még látható néhány szép, népi építésű parasztház.
- A két világháború áldozatainak emlékművét 1998-ban avatták fel a temetőkertben.

## Külső hivatkozások
- muemlekem.hu
- induljelegyuton.hu
- Községinfó
- Felsőszemeréd Szlovákia térképén
- Alapinformációk
- E-obce.sk